# Андреевская волость (Балашовский уезд)
Андреевская волость — административно-территориальная единица в составе бывшего Балашовского уезда Саратовской губернии (ныне — часть Аркадакского района).

## Состав на 1913 год
Население составило 6 324 человек. Волость включала 18 населённых пунктов, в том числе 3 села, 4 деревени, 9 поселков, 2 хутора.
- село Андреевка — 1 643 человека
- село Малые Сестренки — 761 человек
- село Беловка — 1 053 человека
- деревня Александровка — 366 человека
- деревня Алексино — 481 человек
- деревня Пашино — 369 человек
- деревня Молоденки — 955 человек
- Отрубной поселок при р. Кистендей № 3 — 125 человек
- Отрубной поселок при р. Кистендей № 4 — 37 человек
- Отрубной поселок при р. Кистендей № 5 — 5 человек
- Отрубной поселок при р. Кистендей № 6 — 8 человек
- Отрубной поселок при р. Кистендей № 7 — 9 человек
- Отрубной поселок при ст. Кистендей № 1 — 5 человек
- Отрубной поселок при ст. Кистендей № 2 — 65 человек
- Отрубной поселок при ст. Кистендей — 199 человек
- поселок Андреевский при ст. Андреевка — 20 человек
- хутор Бирючий — 49 человек
- хутор Карповский — 174 человека